# ミケーレ・ペルトゥージ
ミケーレ・ペルトゥージ （Michele Pertusi, 1965年1月12日生まれ）は、イタリアのバス・バリトン歌手。

## 経歴
1965年パルマ生まれ。生地のアリゴ・ボーイト音楽院に入学し、マウロ・ウベルティに師事。更にアリゴ・ポーラ、カルロ・ベルゴンツィ、ロドルフォ・チェレッティにも師事した。
1984年に『リゴレット』のモンテローネ役でデビューする。主役としては同年12月のモデナでの『エルナーニ』のシルヴァ役が最初となる。翌1985年にはミラノでのAs.Li.Co. コンクールに入賞し、ベルガモとブレシアでの『ドン・ジョヴァンニ』公演に参加するなど、10代からオペラ歌手のキャリアをスタートする。ブッセートにおける「ヴェルディの声」国際コンクールでも入賞している。
初期のキャリアでは、1992年8月1日にペーザロ・ロッシーニ音楽祭における『セミラーミデ』のアッスール役でのデビューは評判を呼び、2000年まで毎年のように出演し、その後も2024年時点でも継続して参加している。
ペーザロへのデビュー直前の1992年6月から7月には、ボローニャ歌劇場でデッカ・レコードによるロッシーニの『チェネレントラ』の録音で、チェチーリア・バルトリとアリドーロ役で共演しており、ロッシーニ歌手としての名声を高めることとなった。
翌1993年のボローニャ市立劇場の来日公演でも『チェネレントラ』にアリドーロ役で出演している。なお、初来日は、1991年5月のサントリーホールの開場5周年公演のヴェルディの『イル・トロヴァトーレ』と『オテロ』となる。
スカラ座には1996年12月23日に『クリスマス・コンサート』として、ロッシーニの『エジプトのモーゼ』や『ウィリアム・テル』、ヴェルディの『運命の力』などの名場面集に出演した。オペラ公演としては、1997年3月11日にロッシーニの『イタリアのトルコ人』のセリム役でデビューしている。以降は、2024年時点まで毎年のように出演している。
バス役だけでなく、ウィリアム・テルや『カルメン』のエスカミーリョ、『タイス』のアタナエル、『フィガロの結婚』のアルマヴィーヴァ伯爵、『ファルスタッフ』の題名役などバリトン役を歌うことも多い。声質的にもルッジェーロ・ライモンディに近いと言える。

## 公式ホームページ
http://michelepertusi.com/